# 鹿児島バイパス

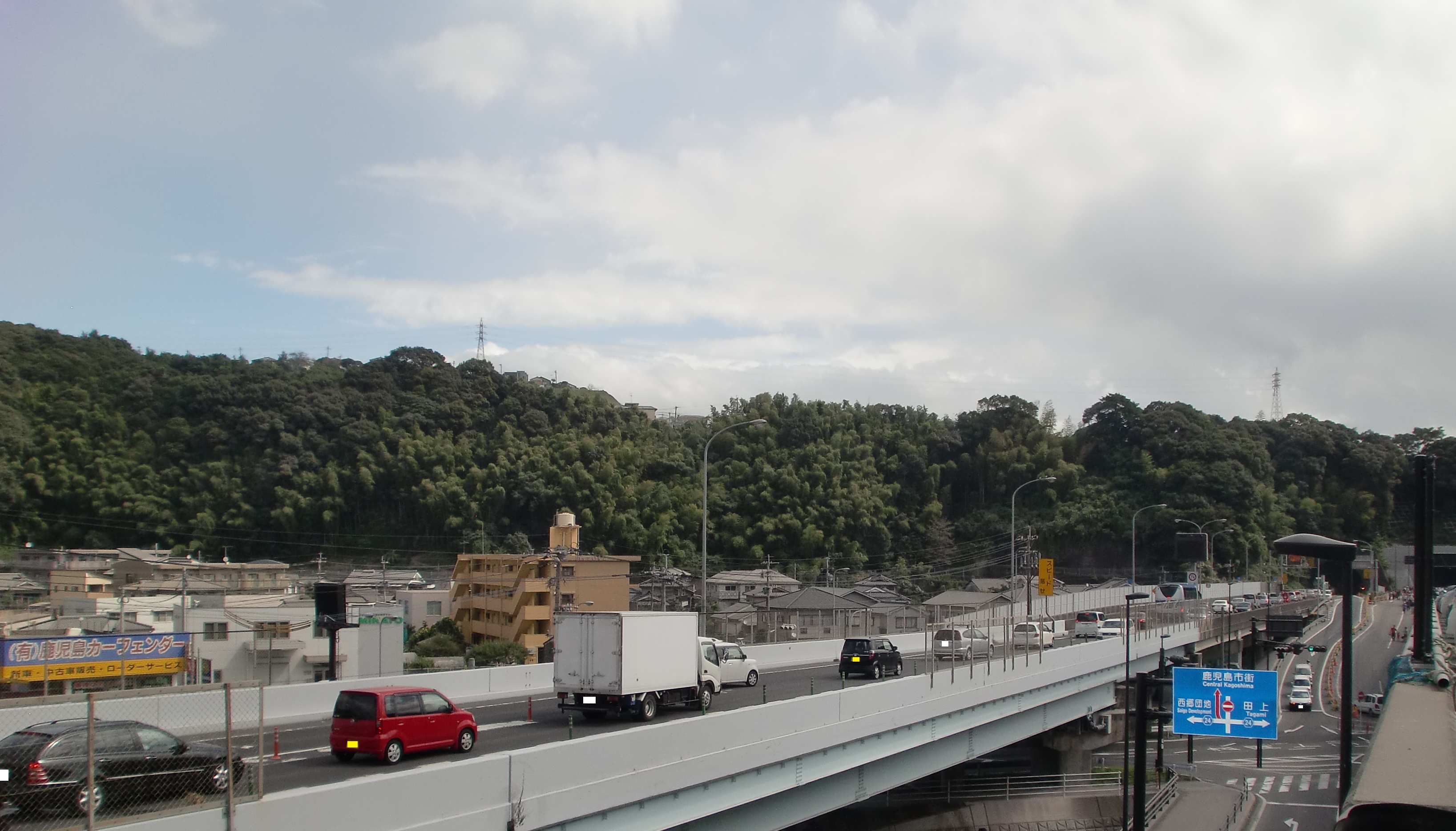
新武岡トンネル開通前の武岡トンネル前の渋滞の車列（起点付近）

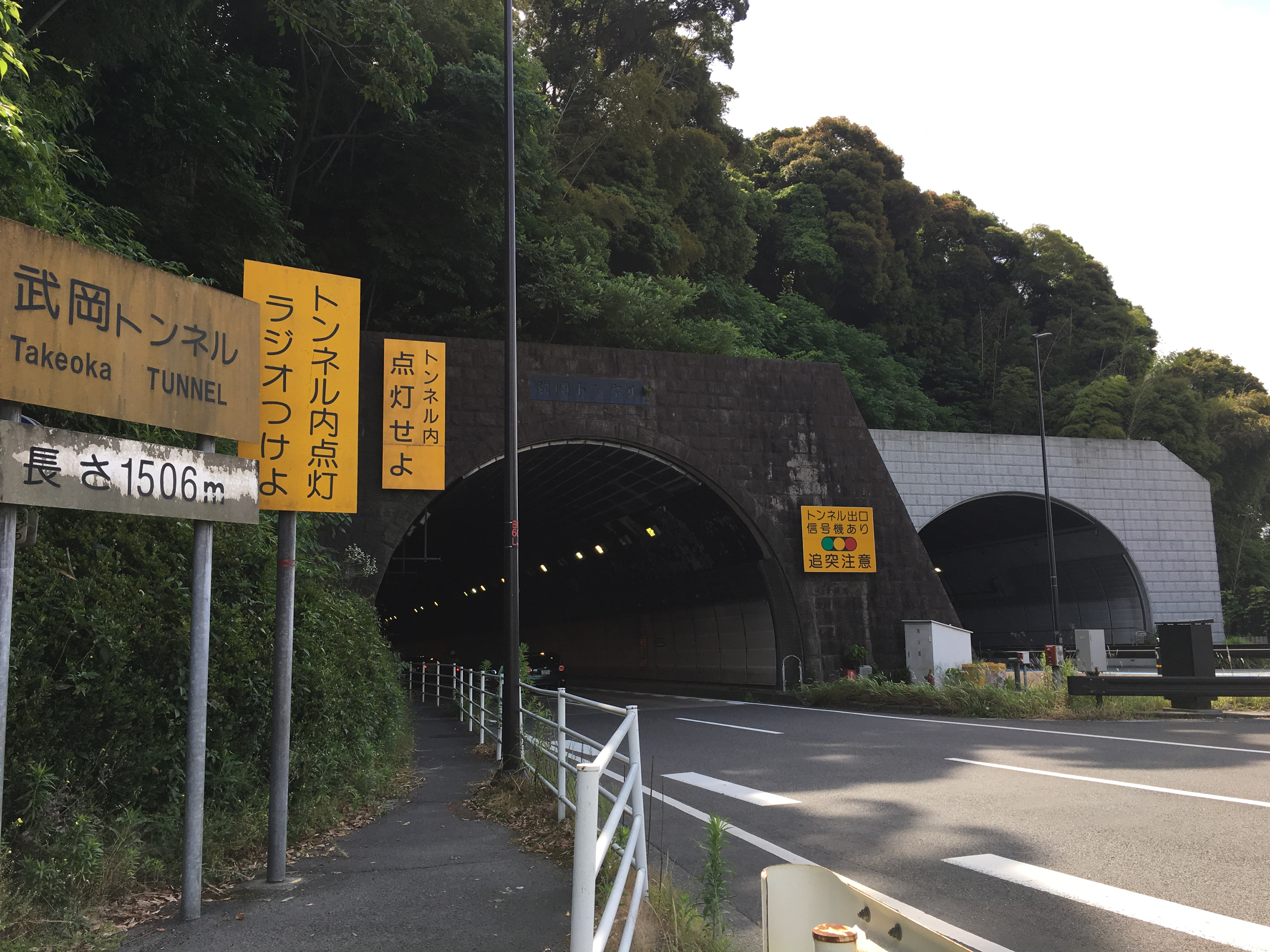
武岡トンネル（鹿児島IC側）

鹿児島バイパス（かごしまバイパス）は、鹿児島県鹿児島市田上八丁目から鹿児島市武二丁目に至る一般国道3号のバイパス道路である。
九州自動車道・南九州西回り自動車道、指宿スカイラインの終点である鹿児島インターチェンジから武岡トンネル、鹿児島県道24号鹿児島東市来線を経て鹿児島市街地に至る、鹿児島市の外環状道路の機能を持つ幹線道路となっている。
鹿児島インターチェンジから建部神社前交差点までは地域高規格道路鹿児島東西幹線道路が並行して通っており、新たに下り線（鹿児島市街地方向への南行き）としてトンネルが建設されるまでは、鹿児島バイパスが下り線、鹿児島東西幹線道路が上り線（鹿児島IC方向への北行き）として一体的な運用が行われている。

## 概要
トンネルの高さに合わせるため全体が高架線となっており、九州自動車道、指宿スカイライン、南九州西回り自動車道に高架上で接続されている。鹿児島市の市街地と鹿児島インターチェンジ（九州自動車道・指宿スカイライン・南九州西回り自動車道）を結ぶ交通の要所であるが、もともとの交通量と合流の複雑さゆえに渋滞が起こりやすい。
鹿児島インターチェンジから建部神社前交差点までは地域高規格道路鹿児島東西幹線道路が並行して通り、新たに下り線としてトンネルが建設されるまでは鹿児島バイパスが下り線、鹿児島東西幹線道路が上り線として一体的な運用が行われている。

赤線の矢印が鹿児島バイパスを示す。武岡トンネルを中心とした交通網が形成されている

## 沿革
- 1969年（昭和44年）：鹿児島バイパスとして事業化[2]。
- 1986年（昭和61年）：鹿児島IC以西が高規格幹線道路南九州西回り自動車道に指定される[2]。
- 1988年（昭和63年）
  - 3月29日：鹿児島ICの供用開始に合わせて鹿児島ICから武町（現在の武）までの区間が供用開始される[2][3][4]。
  - 10月19日 : 南九州西回り自動車道鹿児島道路のうち鹿児島西IC - 鹿児島IC間開通により鹿児島道路と直結[5][6]。
- 2013年（平成25年）9月29日 - 鹿児島東西幹線道路の新武岡トンネルが開通し、武岡トンネルは下り線専用となる[7][8]。

## 交差する道路
| 施設名                                      | 交差する道路                    | 交差する場所 | 備考     |
| ------------------------------------------- | ------------------------------- | ------------ | -------- |
| E3A 南九州西回り自動車道 熊本・薩摩川内方面 |                                 |              |          |
| 鹿児島IC                                    | E3九州自動車道 指宿スカイライン | 田上八丁目   | 立体交差 |
| 田上IC                                      | 県道24号鹿児島東市来線          | 田上七丁目   | 立体交差 |
| 武岡トンネル（1,506m）                      |                                 |              |          |
| 建部インターチェンジ （建部神社前交差点）   | 県道24号鹿児島東市来線          | 武三丁目     |          |
| 県道24号鹿児島東市来線                      |                                 |              |          |

## 交通量
平日24時間交通量（台）（上下合計）
| 測定場所         | 昭和63年度 （1988年度） | 平成2年度 （1990年度） | 平成6年度 （1994年度） | 平成9年度 （1997年度） | 平成11年度 （1999年度） | 平成17年度 （2005年度） | 平成22年度 （2010年度） |
| ---------------- | ----------------------- | ---------------------- | ---------------------- | ---------------------- | ----------------------- | ----------------------- | ----------------------- |
| 建部神社前交差点 | 19,539                  | 26,211                 | 32,816                 | 32,925                 | 34,439                  | 33,945                  | 31,261                  |